# Семёнов, Ярослав Владимирович
Ярослав Владимирович Семёнов (род. 9 июля 1978, Москва) — российский политик, председатель Правительства Удмуртской республики до 17 июля

## Биография
Родился в Москве 9 июля 1978 года. По окончании школы некоторое время работал токарем на заводе «Борец», после служил в воздушно-десантных войсках: сначала в 106-й Воздушно-десантной дивизии в Туле по призыву, потом — по контракту в 1-й Отдельной воздушно-десантной бригаде ВС России в составе международного миротворческого контингента в Боснии и Герцеговине. С 2000 по 2006 служил в органах внутренних дел и получал высшее юридическое образование в Московском университете МВД. Затем работал юрисконсультом в организациях государственного сектора в Подмосковье и в иностранных структурах сектора недвижимости. В 2015 году стал начальником юридического отдела аппарата Общественной палаты России, с конца 2016 стал руководителем аппарата.
В мае 2017 года прибыл в Удмуртию: незадолго до того назначенный исполняющим обязанности главы региона Александр Бречалов, знакомый с Семёновым по совместной работе в Общественной палате, пригласил его в качестве внештатного советника — руководителя рабочей группы по контролю закупок в дорожной отрасли. Вскоре к его работе прибавилась ещё и дорожная группа по выправлению регионального бюджета, что совпало по времени с уходом в отпуск и потом в отставку предыдущего главы регионального правительства Виктора Савельева. 12 августа Семёнов был назначен заместителем председателя регионального правительства, а после сентябрьских выборов стал главой правительства Удмуртии. 
17 июля 2024 года подал в отставку 